# Plexo mientérico
El plexo de Auerbach, plexo muscular o mioentérico es una parte del sistema nervioso entérico, existente entre las capas longitudinal y circular de músculo liso del tracto gastrointestinal y provee inervación motora a ambas capas e inervación secretomotora a la mucosa, teniendo componentes simpático y parasimpático, (a diferencia del plexo de Meissner compuesto únicamente por fibras parasimpáticas). Se encuentra en el esófago, estómago e intestino.

## Anatomía
Las fibras nerviosas del plexo mio-entérico (PM) provienen del trígono vagal, núcleo parasimpático del que se origina el décimo par craneal (nervio vago), localizado en la médula oblongada.

### Microarquitectura
Con el microscopio óptico los ganglios y células del plexo mio-entérico se pueden ubicar entre las dos capas de fibras de músculo liso gastro intestinal. 
Con inmunotinción y microscopía confocal los somas de las neuronas del PM revelan una orientación circunferencial de los ganglios, que se encuentran fusionados en un patrón de franjas no continuas, perpendiculares al eje longitudinal.
Existen:
- Neuronas sensoriales o aferentes primarias intrínsecas (IPAN).
- Neuronas motoras excitatorias y motoras inhibitorias.
- Interneuronas, que han sido clasificadas como ascendentes y descendentes.
- Células intersticiales de Cajal (ICC).
- Células gliales entéricas son el tipo de células no neuronales más abundante dentro del ENS.

En el plexo mientérico del intestino delgado de cobayo, un segmento de 10 milímetros (mm) contiene aproximadamente: 6500 neuronas intrínsecas aferentes primarias; 1200 interneuronas ascendentes, 3000 interneuronas descendentes; y, 4000 neuronas motoras inhibitorias y 3000 excitatorias que inervan al músculo circular. 

## Fisiología

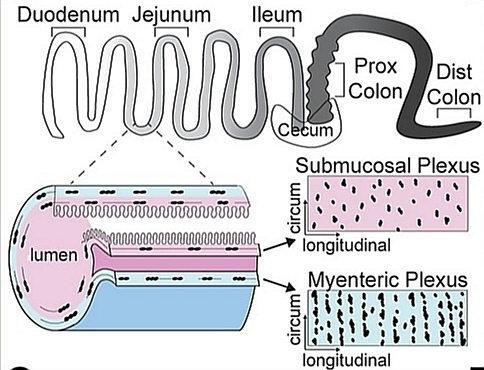
Esquema de la ubicación del Plexo muscular intestinal del Sistema Nervioso Entérico.

El plexo muscular-entérico (PME) está formado por estructuras de: nódulos (ganglios nerviosos) y fibras nerviosas (axones). 

### Motilidad
El plexo mientérico se encuentra entre dos capas de músculo liso, Los músculos lisos responsables de los movimientos del tracto gastrointestinal están dispuestos en dos capas; una capa circular interior y una capa longitudinal exterior.
Las contracciones del músculo liso circular logran mezclar el contenido del lumen.

Las contracciones del músculo longitudinal originan las contracciones peristálticas y son las que impulsan el quimo a lo largo del intestino.
El plexo mientérico y las ICC son mediadoras del proceso de peristaltismo, alternando entre la relajación distal y la contracción proximal del músculo liso de las capas circular y longitudinal. 
Las ICC se consideran las células marcapasos del tracto gastrointestinal, responsables de generar y propagar ondas lentas que recorren largas distancias en la pared del tracto digestivo.
Las ICC son a la vez generadoras de cronotropismo y de inotropismo y regulan tanto la frecuencia como la fuerza de la respuesta contráctil.
Las ICC relacionadas con el ENS, están acopladas eléctricamente al músculo. Estas células marcapasos generan ondas eléctricas lentas espontáneas y median las entradas de las neuronas motoras.
Además de los reflejos locales del SNE, existen reflejos que involucran un nivel superior fuera del intestino en los ganglios viscerales mayores (celíaco y mesentérico) y los ganglios prevertebrales y nervios esplácnicos toracolumbares.

El sistema nervioso parasimpático (SNPS) envía señales de estímulación desde el cerebro hacia el intestino, promoviendo la motilidad. El sistema nervioso simpático (SNS) lleva señales de inhibición hacia el intestino, frenando la motilidad.